# Fellesstrekningen i øst
Fellesstrekningen i øst er en del af T-banen i Oslo, der ligger i den administrative bydel Gamle Oslo. Banen forbinder Fellestunnelen i vest med Lambertseterbanen, Østensjøbanen og Furusetbanen i øst. Den åbnede i 1966 og har tre stationer: Ensjø, Helsfyr og Brynseng.
Grunden til at banen ikke regnes som en del af de andre baner er historisk. Lambertseterbanen og Østensjøbanen blev oprettet som sporvejslinjer længe før denne bane men blev omstillet til T-bane i 1966-1967. I den forbindelse etableredes Fellesstrekningen for at knytte de to baner og den senere Furusetbanen sammen og forbinde dem med Fellestunnelen under Sentrum. Man kan derfor ikke knytte den specifikt til en af banerne eller sige, at den ene bane er en afgrening fra den anden.
Driften på Fellesstrekningen er høj med fire af T-banens fem linjer, linje 1, 2, 3 og 4, idet linje 1 dog vender på Helsfyr om aftenen og søndag. I dagtimerne mandag-fredag kører linje 1 og 4 fire gange i timen og linje 2 og 3 otte, så der er 24 afgange i timen. Det er langt højere end det almindelige på T-banen, med undtagelse af Fellestunnelen hvor linje 5 også kører.
Om fremtiden har Ruter skrevet i sin K2012-rapport: "Ruter har undersøgt en række alternativer for at løse de lidt mere langsigtede kapacitetsbehov med en ny metrotunnel, med markedsgrundlag, kapacitet, knudepunkter og grundforhold/omkostninger som de mest centrale elementer i undersøgelsen. Den optimale løsning synes at være en ny tunnel Majorstuen - Bislett - Stortinget - Grünerløkka - Tøyen - Ensjø - Helsfyr - Bryn. (...) Den samlede samfundsnytte vil være ca. 30 mia. kr. Den største andel udgør kundernes tidsbesparelse, ved at vi kan øge frekvensen på grenbanerne."